# Das Vierte
Das Vierte – niemiecki kanał telewizyjny nadawany od 29 września 2005 do 31 grudnia 2013. Był własnością NBC Universal - medialnego skrzydła koncernu General Electric. Powstał w wyniku przekształcenia istniejącego wcześniej na niemieckim rynku kanału NBC Europe. 
Nadawał tylko w paśmie wieczornym - od 20:00. Do południa w jego miejscu transmitowana była anglojęzyczna CNBC Europe, a następnie niemieckojęzyczna GIGA. Na ramówkę składały się głównie dość wiekowe już amerykańskie przeboje kinowe i seriale telewizyjne. 
W Polsce kanał ten był dostępny w niekodowanym przekazie satelitarnym z satelity Astra.